# August Belmont junior

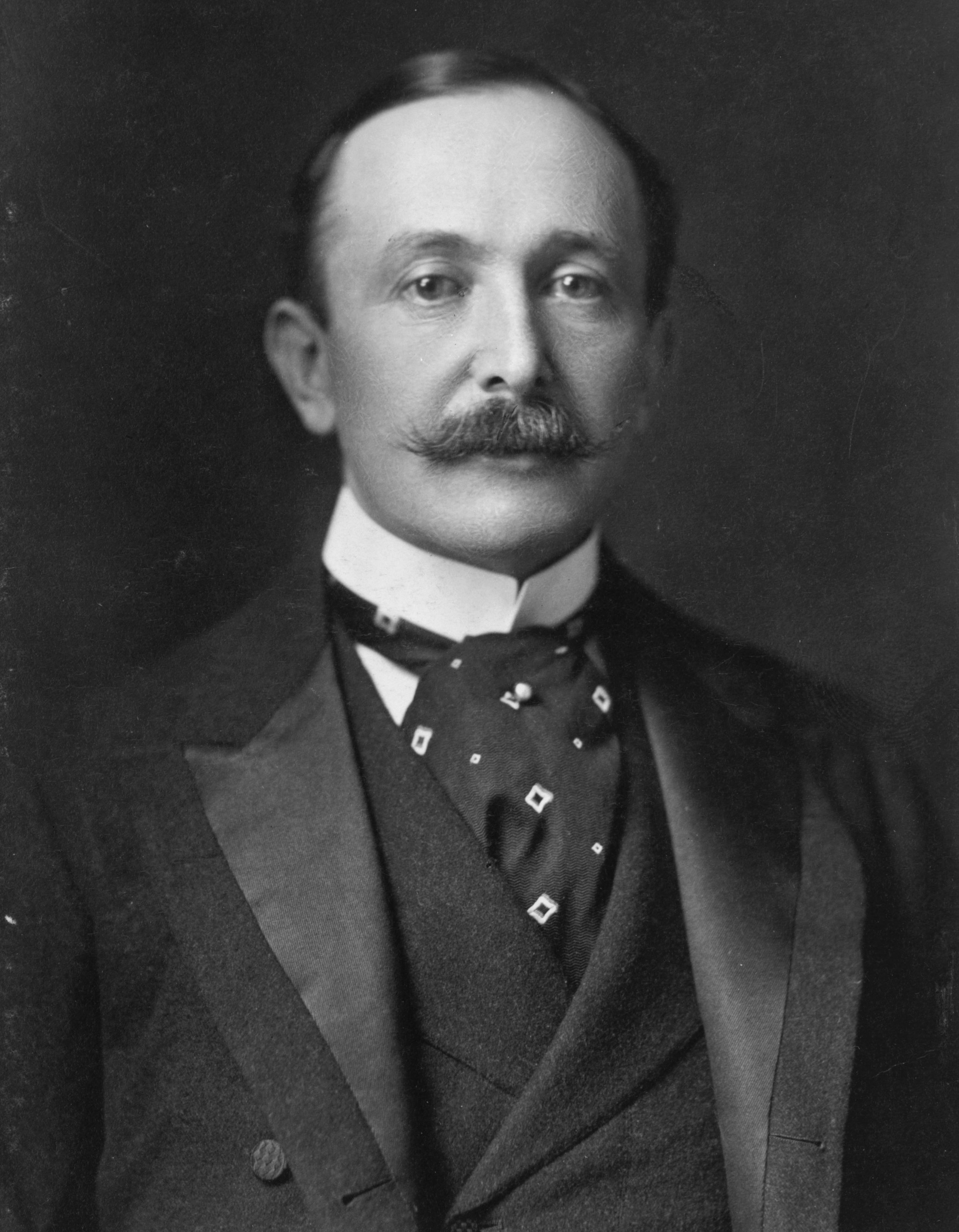
August Belmont junior

August Belmont junior (* 18. Februar 1853 in New York City; † 10. Dezember 1924 in North Babylon, New York) war ein amerikanischer Bankier, Pferdezüchter und Besitzer eines Pferderennstalls. Er war Sohn des aus Alzey stammenden Bankiers und Politikers August Belmont, Bruder von Oliver Belmont und Perry Belmont.

## Biografie
1875 graduierte er an der Harvard University. Nach dem Tode seines Vaters erbte er 1890 einen Teil des Vermögens und übernahm den Vorsitz des Bankhauses August Belmont and Company. Als Präsident der Interborough Rapid Transit Company (IRT) trug er wesentlich zum Bau der New Yorker U-Bahn bei. Belmont ist der einzige Mensch, der jemals einen privaten U-Bahn-Wagen besaß; er nannte ihn Mineola und nutzte ihn für Besichtigungsfahrten auf dem Streckennetz.
Wie sein Vater liebte auch August Belmont jr. Pferderennen für Vollblutpferde. Er finanzierte den Bau der 1905 eröffneten Pferderennbahn Belmont Park, auf dem heute noch die Belmont Stakes ausgetragen werden. Außerdem war er Präsident des Jockey Club, Vorsitzender der New York State Racing Commission und Gründungsmitglied der National Steeplechase Association. Belmont besaß über Jahre hinweg einen der besten Pferderennställe; fünf seiner eigenen Pferde gewannen die Belmont Stakes. Er züchtete auch Polo-Ponys und spielte selbst Polo. Zwölf Jahre nach dem Tod seiner ersten Frau Elizabeth Hamilton, geborene Morgan, heiratete er die britische Schauspielerin Eleanor Robson Belmont, geborene Robson.
Nachdem die USA in den Ersten Weltkrieg eingetreten waren, meldete sich Belmont im Alter von 65 Jahren freiwillig und wurde von der United States Army nach Frankreich geschickt, um dort organisatorische Unterstützung zu leisten. Seine zweite Ehefrau nannte zu seinen Ehren ein neugeborenes Fohlen „My Man o’ War“ (mein Mann des Krieges). Nach der Rückkehr Ende 1918 beschloss Belmont, seinen Rennstall zu verkaufen und beim Namen des Pferdes das „My“ wegzulassen. Man o’ War wurde in den frühen 1920er Jahren eines der erfolgreichsten Rennpferde aller Zeiten.
August Belmont trug wesentlich dazu bei, dass der Cape-Cod-Kanal an der engsten Stelle der Halbinsel Cape Cod nach mehreren gescheiterten Anläufen verwirklicht wurde. Doch schon bald nach der Eröffnung am 29. Juli 1914 geriet die Kanalgesellschaft in erhebliche finanzielle Schwierigkeiten. 14 Jahre später wurde der Kanal von der US-Regierung erworben.
1924 starb Belmont auf seinem 440 Hektar großen Anwesen in North Babylon auf Long Island. Seine Witwe verkaufte den größten Teil des Anwesens und starb 1979 im Alter von 99 Jahren. Nach ihrem Tod fiel das restliche 63 Hektar große Grundstück mit der Familienresidenz in den Besitz des Staates New York. Unter der Leitung von Robert Moses wurde das Gelände wieder auf 184 Hektar vergrößert und in den Belmont Lake State Park umgewandelt.